# Kanton Auxerre-Sud-Ouest
Kanton Auxerre-Sud-Ouest (fr. Canton d'Auxerre-Sud-Ouest) byl francouzský kanton v departementu Yonne v regionu Burgundsko. Skládal se ze tří obcí. Zrušen byl po reformě kantonů 2014.

## Obce kantonu
- Auxerre (jihozápadní část)
- Saint-Georges-sur-Baulche
- Villefargeau